# Südsibirische Gebirge

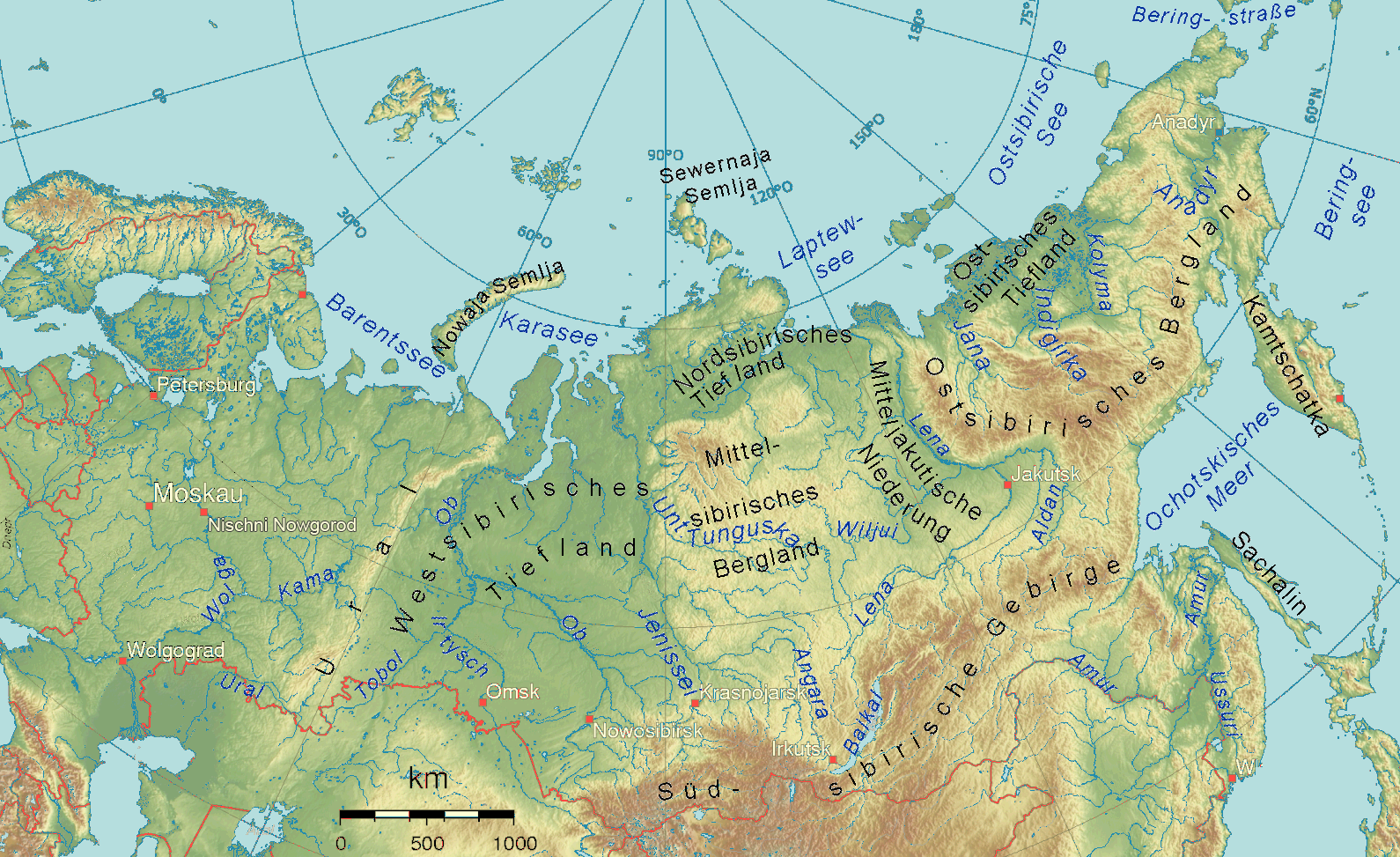

Die Südsibirischen Gebirge werden geografisch zu einer der acht  Russischen Großlandschaften von Sibirien zusammengefasst.

## Geographische Lage

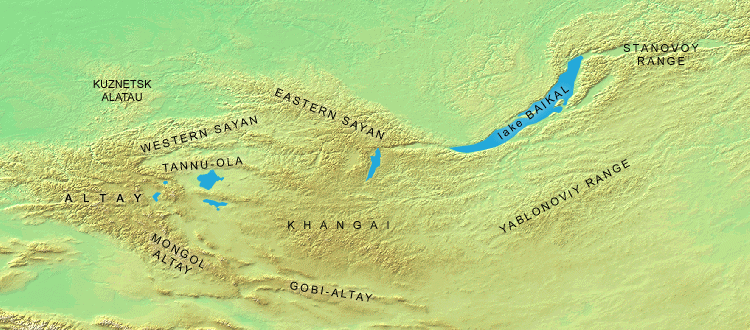

Mehrere eigenständige, aneinandergereihte Hochgebirge in Südsibirien erstrecken sich in West-Ost-Richtung – teils nahe und teils weiter nördlich entlang der Grenzen zur Mongolei und zu China – über mehr als 3.000 km Länge. Im Süden gehen die Südsibirischen Gebirge in die mongolischen und chinesischen Gebirge und Hochplateaus über – so im Westen in die Beckenlandschaft der Dsungarei (China, Provinz Sinkiang) und im Osten in das Mongolische Plateau (östliche Mongolei). Im Norden grenzen sie – innerhalb Russlands – an die Westsibirische Tiefebene und an das Mittelsibirische Bergland.

## Gebirge
Die einzelnen Gebirge und Hochländer der Südsibirischen Gebirge sind (von West nach Ost) mit Maximalhöhe in Meter (m):
- Altai (Westteil Russischer Altai) – 4506 m
- Kusnezker Alatau – 2211,3 m
- Sajangebirge (West- und Ostsajan) – 3492 m
- Tannu-ola-Gebirge – 3061 m
- Chamar-Daban – 2995 m
- Ulan-Burgassy-Gebirge – 2049 m
- Baikalgebirge – 2588 m
- Borschtschowotschnygebirge – 1498 m
- Jablonowygebirge – 1706 m
- Witimplateau – 1600 m
- Stanowoihochland – 3072,6 m
- Patomhochland – 2148 m
- Aldanhochland – 2306 m
- Stanowoigebirge – 2412 m

## Gewässer
Flüsse:
Innerhalb der Südsibirischen Gebirge entspringen unter anderem vier der großen Flüsse Sibiriens (von West nach Ost): 
- Irtysch
- Ob
- Jenissei
- Lena

Seen:
- Baikalsee – tiefster See der Erde

## Städte

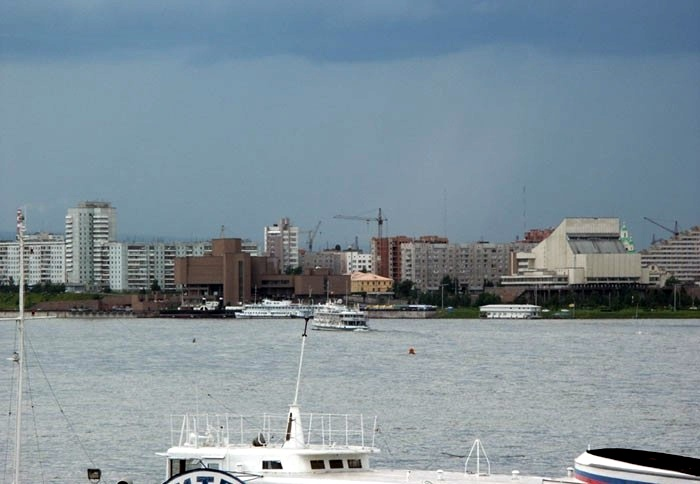
Krasnojarsk am Jenissei

In den Südsibirischen Gebirge liegen unter anderen diese großen Städte (von West nach Ost): 
- Krasnojarsk
- Angarsk
- Irkutsk
- Ulan-Ude
- Tschita